# Vatican News
Vatican News és el portal oficial de notícies de la Santa Seu, que serveix com a font d'informació sobre les activitats, els pronunciaments i els esdeveniments relacionats amb l'Església Catòlica mundial i les operacions de la Santa Seu. Com a part del Dicasteri per a les Comunicacions, juga un paper central en la difusió de contingut multimèdia rellevant per als seguidors de l'Església Catòlica, així com per al públic en general interessat en els afers vaticans. Reuneix Ràdio Vaticana, L'Osservatore Romano i Vatican Media.
El Dicasteri per a la Comunicació, que supervisa Vatican News, és responsable de supervisar diversos canals de comunicació dins de la Santa Seu. Aquests canals inclouen Ràdio Vaticà, L'Osservatore Romano i Vatican Media, tots els quals contribueixen col·lectivament a la cobertura multimèdia completa de les activitats del Vaticà. Té la seu a la Piazza Pia núm. 3 de la Ciutat del Vaticà.